# Fat Cat Records
Ne doit pas être confondu avec Fat Cat (chanteuse).
Fat Cat Records est un label indépendant basé à Brighton, en Angleterre. 
Fat Cat et ses diverses séries (Splinter Series, 130701, Split Series, 7” Series, E-RMX) ont balayé un large spectre musical : de l'electronica au rock indépendant (en particulier de nombreuses productions de post-rock), en passant par le downtempo, la techno minimale, le noise rock ou la pop punk. Le label est en particulier connu pour avoir découvert des artistes tels que Sigur Rós, Múm et Animal Collective, ainsi que pour avoir soutenu le retour de Vashti Bunyan.